# Gare de Pokrovsk
La gare de Pokrovsk est une gare du Réseau ferré de Donestk, elle est située en Ukraine.

## Histoire
Elle était la ligne du chemin de fer de Catherine et fut mise en service en 1884. La ligne était déjà en fonction en 1881 et employait plus de mille personnes. La gare devint un dépôt de locomotives. 

La gare de Pokrovsk
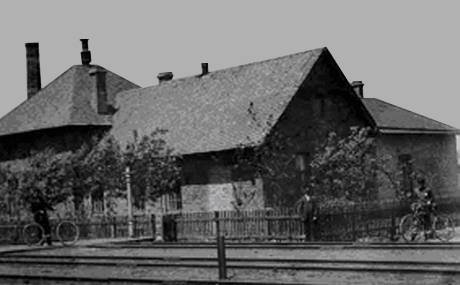
En 1883
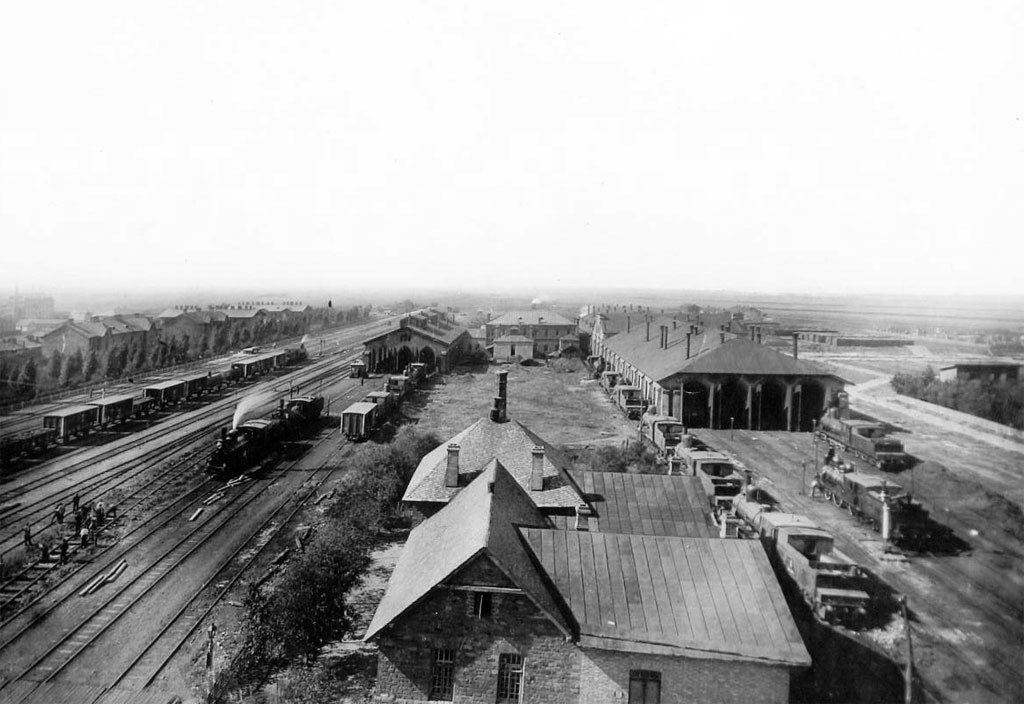
Fin XIXe siècle
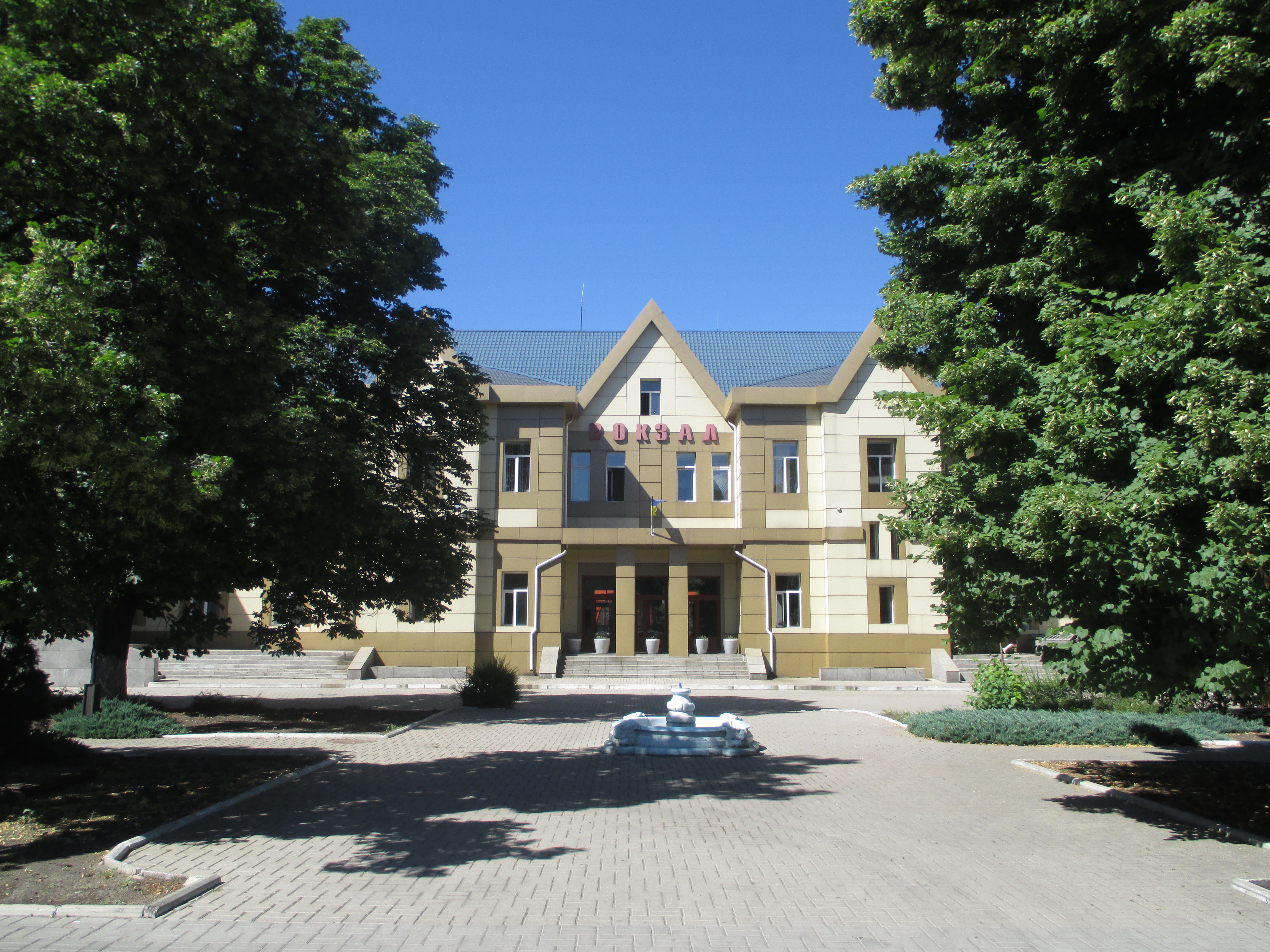
En 2016

## Service des voyageurs

### Accueil
Les bâtiments sont inscrit au Registre national des monuments immeubles d'Ukraine sous le numéro : 14-132-0011.

### Desserte
Elle est principalement utilisée pour le transport de charbons, denrées alimentaires, elle est aussi une gare de voyageurs.